# 周巽
周巽（？—？），字巽亨，号巽泉，自称龙唐耄艾。安福人，元朝政治人物。
周巽著作有《性情集》，《文渊阁书目》载有一卷一册，后纪昀据《永乐大典》修订为六卷。《吉安府志》记录了他的两首诗作《白鹭洲》和《洗耳亭》。他自称曾经跟别人征讨道县和贺县的猺寇，因功获得了永明主簿的官职。